# Установка виробництва олефінів в Юйлінь (Shenhua)
Установка виробництва олефінів в Юйлінь — китайське виробництво вуглехімічної промисловості на крайній півночі провінції Шеньсі, за 600 км на південний захід від Пекіну, яке належить Shenhua Group (через China Shenhua Coal Liquefaction and Chemical).
Світове виробництво наймасовіших продуктів органічної хімії — етилену та пропілену — традиційно здійснюється з нафти або зріджених вуглеводневих газів на установках парового крекінгу та нафтопереробних заводах. Втім, у 21 столітті набувають поширення й інші технології, як то дегідрогенізація пропану або синтез ненасичених вуглеводнів з метанолу. Остання технологія отримала особливе значення в Китаї, де одним з лідерів процесу є Shenhua Group. Їй належить цілий ряд заводів на півночі країни (включаючи перший за часом спорудження китайський комплекс у Баотоу) і серед них установка в Юйліні. Запущена в роботу у грудні 2015 року, вона споживає 1,8 млн тонн метанолу на рік та продукує 600 тисяч тонн олефінів, які спрямовуються на лінії поліетилену та поліпропілену потужністю по 300 тисяч тонн на рік кожна.
Розташовані на півночі Китаю заводи синтезу олефінів переважно інтегровані у виробничі комплекси з отриманням метанолу з вугілля, гігантські запаси якого зосереджені у цих регіонах. Втім, установка Shenhua в Юйліні отримує сировину з інших підприємств, які можуть продукувати його як з вугілля (наприклад, розташований в тому ж районі завод компанії Yulin Kaiyue Coal), так і з природного газу (як підприємство Xinjiang Guanghui в Сінцьзяні).